# John Henry Wilson (homme politique canadien)
Pour les articles homonymes, voir John Henry Wilson et Wilson.
John Henry Wilson (14 février 1834-3 juillet 1912) est un homme politique canadien de l'Ontario. Il est député provincial libéral de la circonscription ontarienne d'Elgin-Est de 1871 à 1879.
Il est également député fédéral libéral de la circonscription ontarienne d'Elgin-Est de 1882 à 1891.

## Biographie
Né près d'Ottawa dans le Haut-Canada, Wilson étudie la médecine à la Toronto School of Medecine (plus tard la Faculté de Médecine de l'université de Toronto) et ensuite à l'université de New York. Diplômé en 1859, il est nommé professeur d'anatomie au Victoria College. En 1860, il ouvre un cabinet médical à St. Thomas.
Élu sur la scène provinciale en 1871 et réélu en 1875, son mandat prend fin en 1879. 
Élu sur la scène fédérale en 1882 et réélu en 1887, il est défait en 1891.
En mars 1904, il est nommé au Sénat du Canada sous recommandation du premier ministre Wilfrid Laurier. Il représente la division sénatoriale de St. Thomas jusqu'à son décès en 1912.